# Romairon

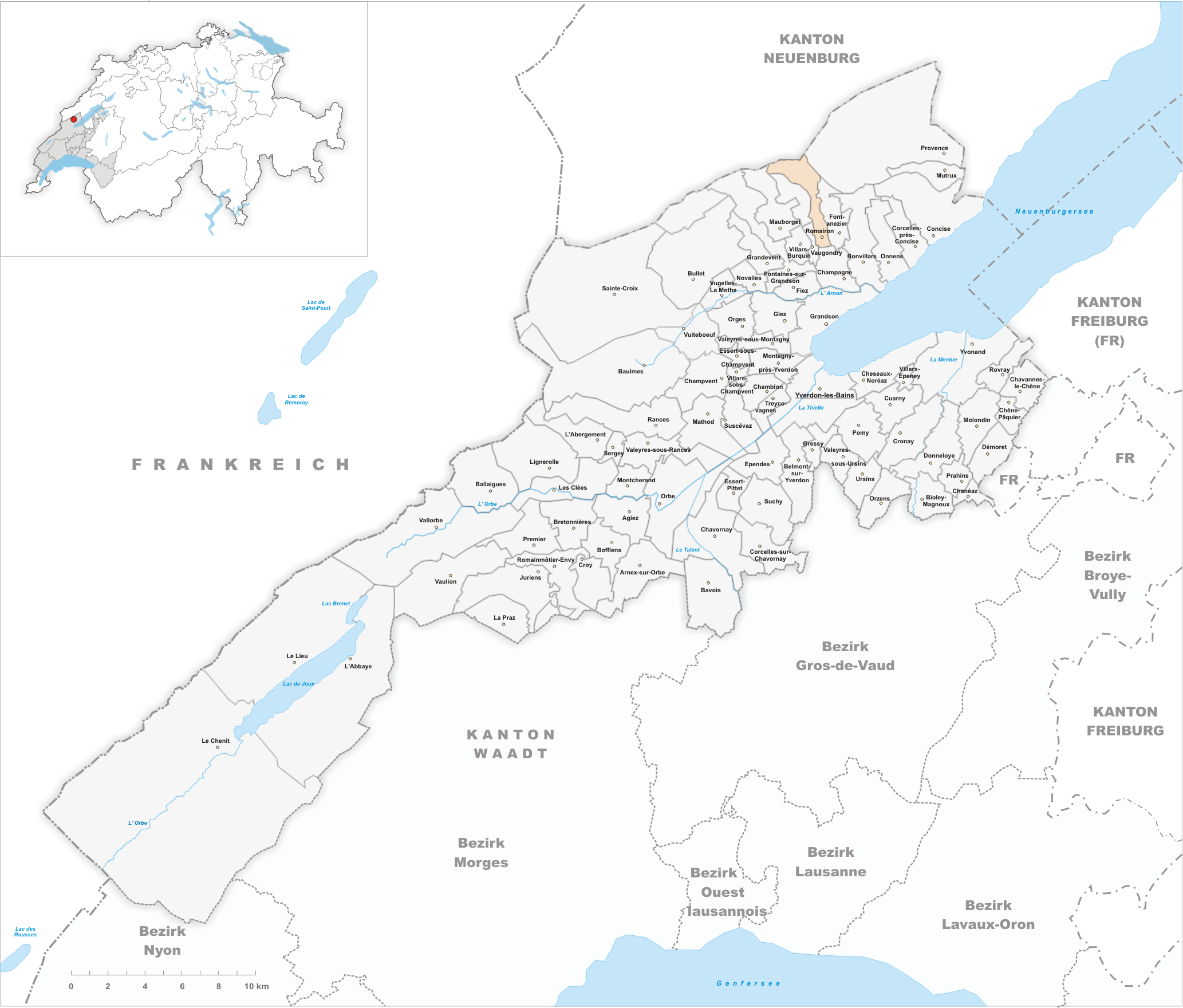
Gemeindestand vor der Fusion am 30. Juni 2011

Romairon war eine politische Gemeinde im Distrikt Jura-Nord vaudois des Kantons Waadt in der Schweiz. Am 1. Juli 2011 schloss sich die Gemeinde Romairon mit Fontanezier, Vaugondry und Villars-Burquin zur neuen Gemeinde Tévenon zusammen.

## Geographie
Romairon liegt auf 807 m ü. M., sieben Kilometer nördlich der Bezirkshauptstadt Yverdon-les-Bains (Luftlinie). Das Bauerndorf erstreckt sich in einer Rodungsinsel am Jurasüdhang, in aussichtsreicher Lage fast 400 m über dem Seespiegel des Neuenburgersees.
Die Fläche des 4,9 km² grossen ehemaligen Gemeindegebiets umfasst einen schmalen Abschnitt am Jurasüdhang und auf der Chasseron-Kette. Der Gemeindeboden erstreckt sich vom Rand des Grand Bois unterhalb des Dorfes nordwärts über den steilen Jurahang (La Côte) auf den Kamm En Tévenon, auf dem mit 1330 m ü. M. die höchste Erhebung von Romairon erreicht wird. Nördlich dieses Kammes liegen die Mulde Creux aux Chèvres sowie die Höhen von Gran du Vé (1303 m ü. M.) und La Rondaneire (1323 m ü. M.). Auf dem Kamm befinden sich ausgedehnte Jurahochweiden mit den typischen mächtigen Fichten, die entweder einzeln oder in Gruppen stehen. Im äussersten Nordwesten reicht das Gebiet in die Schlucht Poëta Raisse, die vom Bied, einem rechten Seitenbach der Areuse, durchflossen wird. Von der Gemeindefläche entfielen 1997 2 % auf Siedlungen, 60 % auf Wald und Gehölze und 38 % auf Landwirtschaft.
Zur Gemeinde Romairon gehörten einige Einzelhöfe, die weit verstreut auf den Jurahöhen liegen. Nachbargemeinden von Romairon waren Provence, Fontanezier, Champagne, Vaugondry, Villars-Burquin und Mauborget im Kanton Waadt sowie Val-de-Travers im Kanton Neuenburg.

## Bevölkerung
Mit 32 Einwohnern (Stand 31. Dezember 2010) zählte Romairon zu den kleinsten Gemeinden des Kantons Waadt und der Schweiz. Alle Bewohner sprechen Französisch als Muttersprache (Stand 2000). Die Bevölkerungszahl von Romairon belief sich 1900 auf 95 Einwohner, nahm danach aber durch starke Abwanderung bis 1980 um fast zwei Drittel auf 36 Einwohner ab.

## Wirtschaft
In Romairon ist die Erwerbsstruktur heute noch durch die Landwirtschaft geprägt. Im Bereich des Dorfes wird etwas Ackerbau betrieben, während auf den Jurahöhen die Viehzucht und Milchwirtschaft vorherrschen. Ausserhalb des primären Sektors gibt es kaum Arbeitsplätze im Dorf.

## Verkehr
Romairon liegt weit abseits der grösseren Durchgangsstrassen. Der Ort kann durch eine Kantonsstrasse von Champagne erreicht werden. Der nächste Anschluss an die Autobahn A5 (Yverdon-Neuenburg) befindet sich rund 6 km vom Ortskern entfernt. Durch den Postautokurs, der von Yverdon nach Mauborget verkehrt, ist Romairon an das Netz des öffentlichen Verkehrs angebunden.

## Geschichte
Das Gemeindegebiet wurde erst verhältnismässig spät gerodet und urbar gemacht. Die erste urkundliche Erwähnung des Ortes erfolgte 1403 unter dem Namen Romeyron. Romairon gehörte im Mittelalter zur Herrschaft Grandson. Nach 1476 wurde Grandson eine Vogtei unter der gemeinen Herrschaft von Bern und Freiburg. Nach dem Zusammenbruch des Ancien Régime gehörte Romairon von 1798 bis 1803 während der Helvetik zum Kanton Léman, der anschliessend mit der Inkraftsetzung der Mediationsverfassung im Kanton Waadt aufging. Der Ort besitzt keine eigene Kirche, er gehört zur Pfarrei Villars-Burquin.